# Eulepidotis junetta
Eulepidotis junetta är en fjärilsart som beskrevs av Dyar 1914. Eulepidotis junetta ingår i släktet Eulepidotis och familjen nattflyn. Inga underarter finns listade i Catalogue of Life.